# Flagi modlitewne

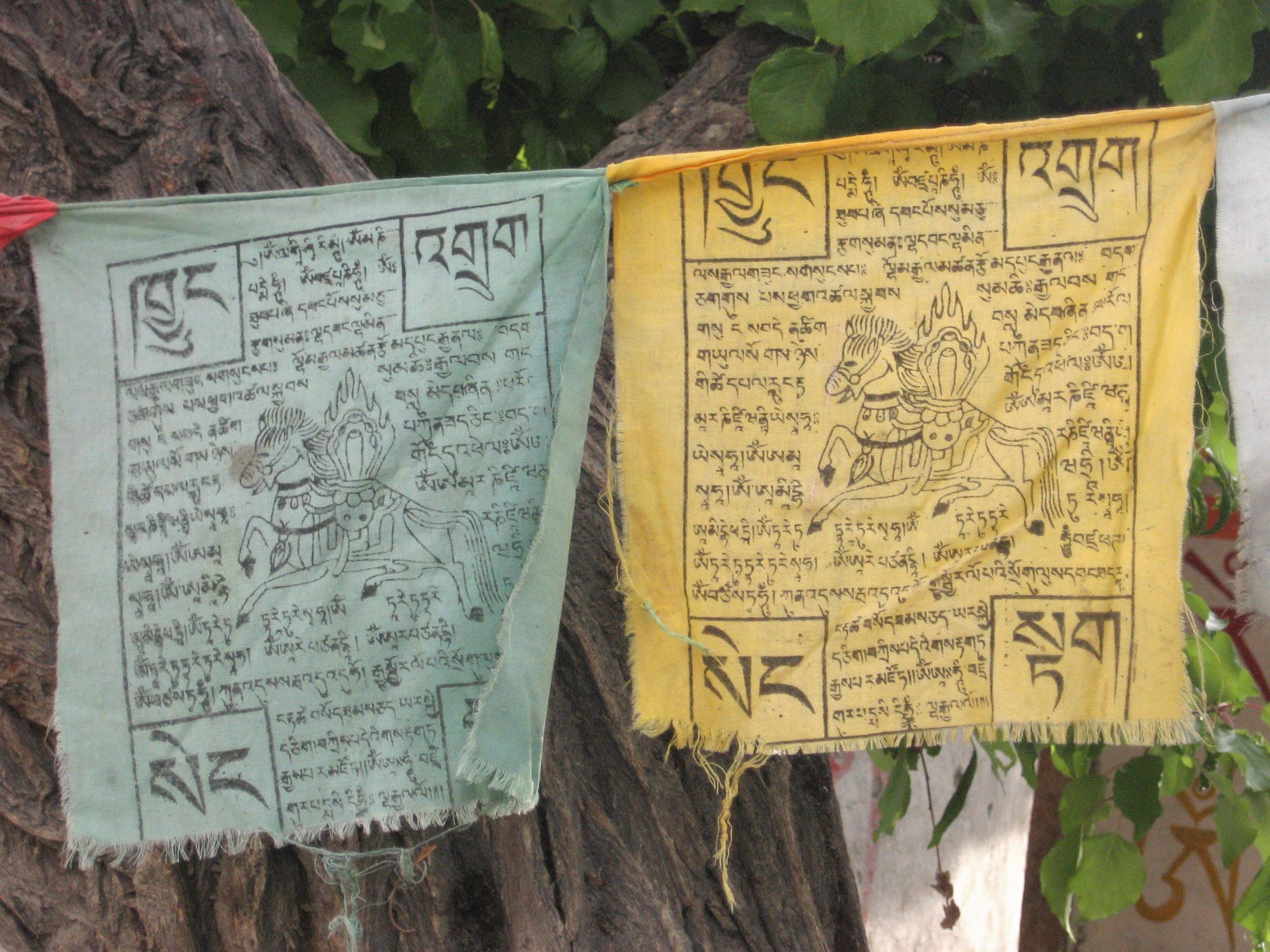
Lungta w Ladakhu

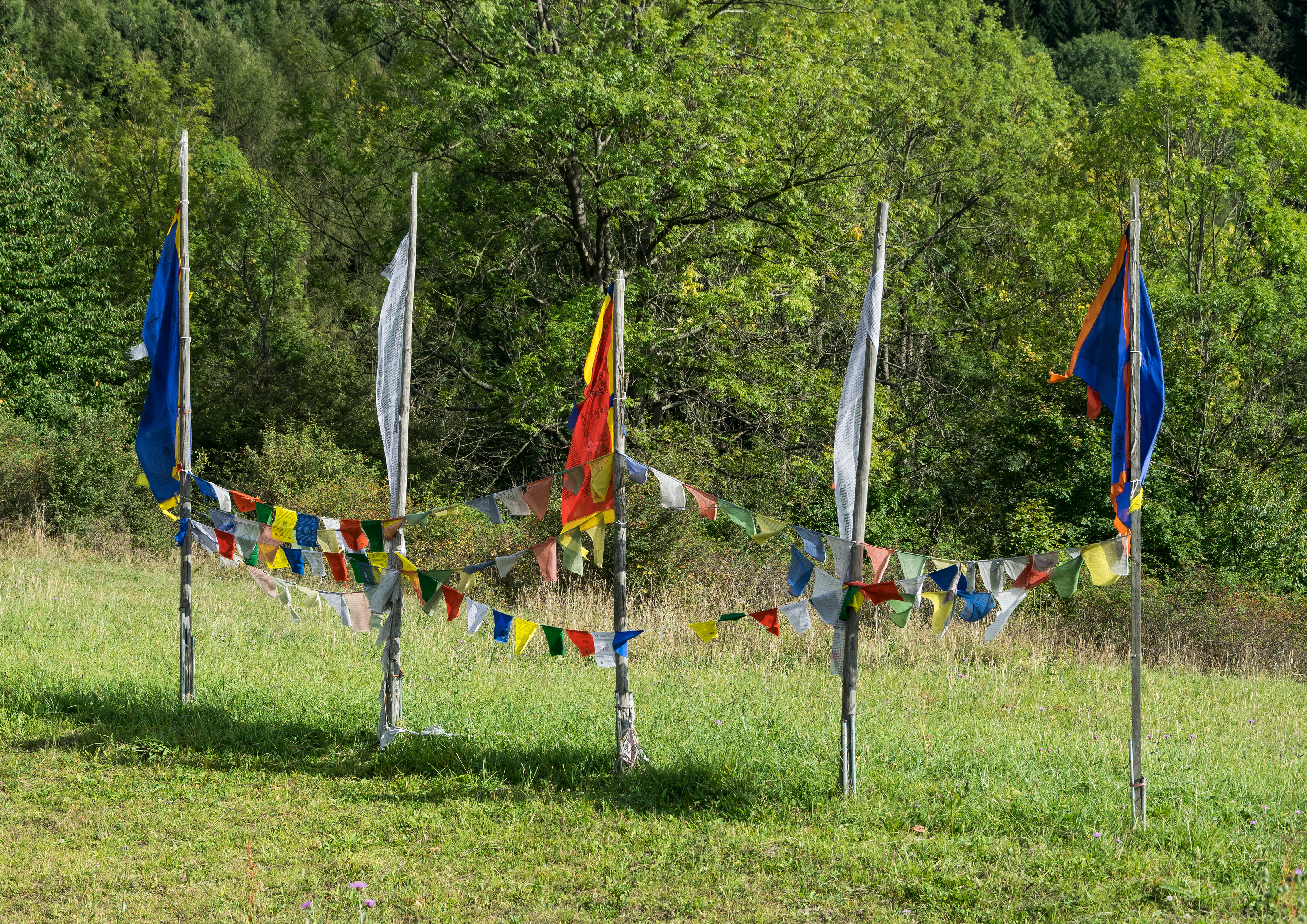
Gompa Drophan Ling w Darnkowie

Flagi modlitewne – w bön i buddyzmie tybetańskim prostokątne kolorowe kawałki tkaniny, rozwieszane w widocznych miejscach, mające znaczenie rytualne w obydwu tradycjach. W bön nie są zapisane, mają na celu rytualne oczyszczenie okolicy, niekiedy wykorzystywane są w obrzędach leczniczych. Zwyczaj rozwieszania flag modlitewnych, zapisanych tekstami sutr, został przejęty przez buddyzm tybetański, lecz nie jest znany w tradycjach buddyjskich innych krajów. 

## Literatura przedmiotu
- Barker, Dian (2003). Tibetan Prayer Flags. Connections Book Publishing. ISBN 1-85906-106-0.
- Beer, Robert (2004). Encyclopedia of Tibetan Symbols and Motifs. Serindia Publications Inc. ISBN 1-932476-10-5
- Wise, Tad (2002). Blessings on the Wind: The Mystery & Meaning of Tibetan Prayer Flags. Chronicle Books. ISBN 0-8118-3435-2.